# Myrrha (djur)
För andra betydelser, se Myrrha.
Myrrha är ett släkte av skalbaggar som beskrevs av Étienne Mulsant 1846. Myrrha ingår i familjen nyckelpigor.
Typart för släktet är artonfläckig nyckelpiga (Myrrha octodecimguttata).